# Station Hellerup
Station Hellerup is een station dat vooral dienstdoet als station voor het Kopenhaagse voorstadsnetwerk, de S-tog. Het station ligt in zone 2 en is een belangrijk knooppunt tussen het noorden, het centrum en het westen van de stad Kopenhagen. Daarnaast stoppen er ook treinen van de kustlijn.

## Geschiedenis
Station Hellerup werd ontworpen door architect V.C.H. Wolf en werd op 22 juli 1863 in gebruik genomen tegelijkertijd met de opening van de Klampenborgbanen.
Op 1 oktober van hetzelfde jaar opende de spoorlijn Kopenhagen - Hillerød (Noordbanen) tussen Hellerup en Lyngby. Ten zuiden van Hellerup gingen de sporen verder langs de huidige spoorlijn Hellerup - Ny Ellebjerg (Ringbanen) naar Ryparken en Nørrebro naar het voormalige Københavns Nordbanegård, dat op het huidige Kampmannsgade lag. De huidige lijn Kopenhagen - Helsingør tussen Hellerup en Østerport werd geopend in 1897.
Het station lag een stuk buiten de stad, en samen met het naburige postkantoor vormt het een deel van de grens van gemeente Kopenhagen met gemeente Gentofte.
Het dak van het perron (ca. 1910) bij spoor 2/3 en de drie trappenhuizen (ca. 1895-1900) bij sporen 2/3, 4/5 en 7/8 kregen een beschermende status in 2000.
In 2005 werd het station verbouwd. Het winkeltje en de DSB kiosk werden samengevoegd tot een nieuwe kiosk.

## Spoorgebruik
- Spoor 1 wordt gebruikt voor de regionale treinen naar Station Helsingør.
- Spoor 2 wordt gebruikt voor de regionale treinen richting Københavns Hovedbanegård/Københavns Lufthavn.
- Spoor 3 wordt gebruikt voor de S-tog naar Station Klampenborg.
- Spoor 4 wordt gebruikt voor de S-tog naar Station Holte/Hillerød.
- Spoor 5 wordt gebruikt voor de S-tog naar Station Holte/Hillerød.
- Spoor 6 wordt gebruikt als tussenspoor voor de S-tog
- Spoor 7 wordt gebruikt voor de S-tog naar Station Hundige/Køge.
- Spoor 8 wordt gebruikt voor de S-tog naar Station Høje Taastrup/Frederikssund.

## Galerij

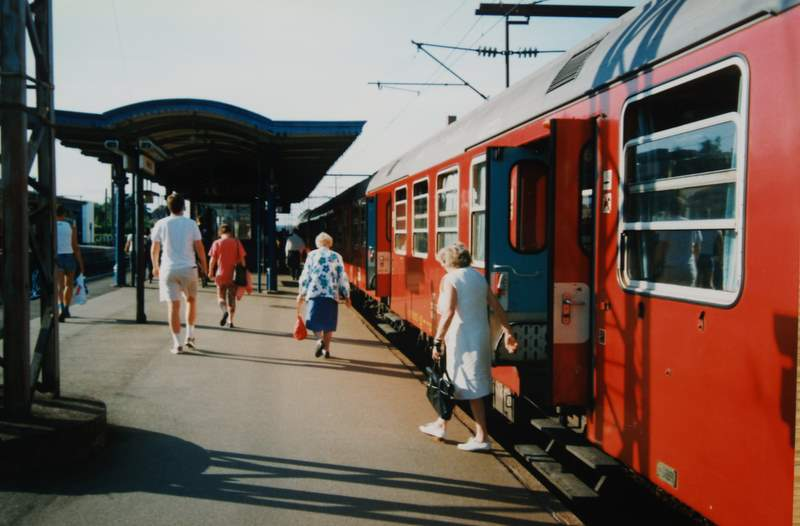
Station Hellerup
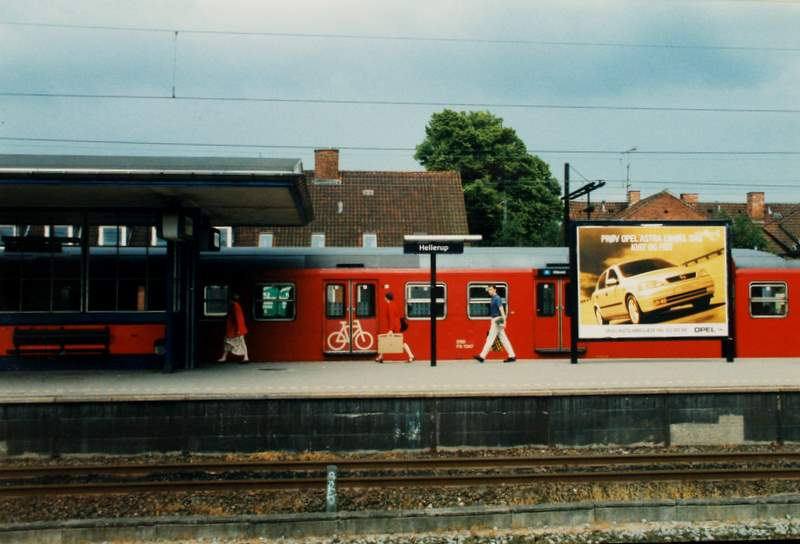
Station Hellerup
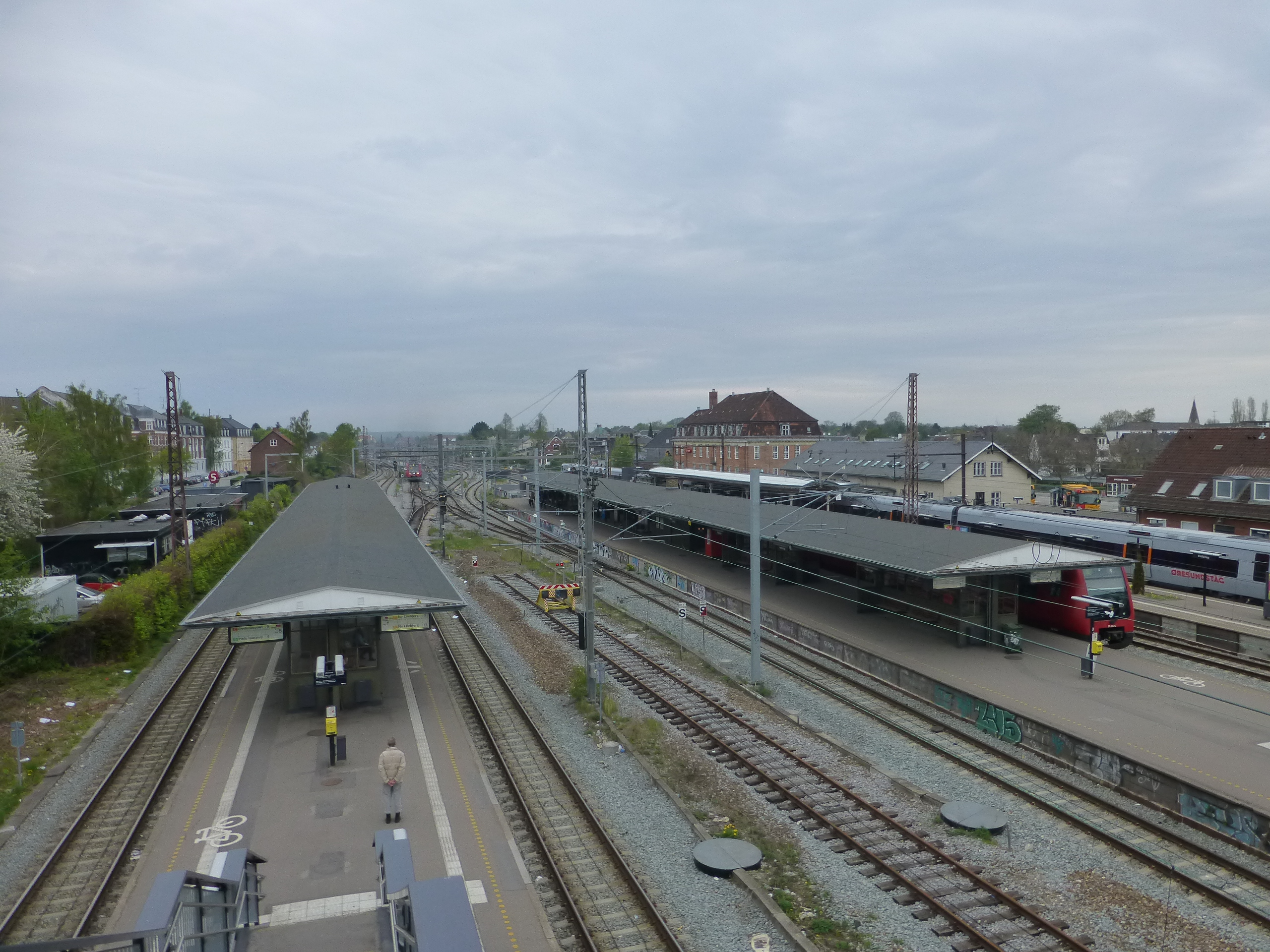
Overzicht

Solrød Strand · Karlslunde · Greve · Hundige · Ishøj · Vallensbæk · Brøndby Strand · Avedøre · Friheden · Åmarken · Ny Ellebjerg · Sjælør · Sydhavn · Dybbølsbro · København H · Vesterport · Nørreport · Østerport · Nordhavn · Svanemøllen  · Hellerup · Jægersborg · Lyngby · Holte · Birkerød ·  Høvelte · Allerød · Hillerød
Frederikssund · Vinge · Ølstykke · Egedal · Stenløse · Veksø · Kildedal · Måløv · Ballerup · Malmparken · Skovlunde · Herlev · Husum · Islev · Jyllingevej · Vanløse · Flintholm · Valby · Carlsberg · Dybbølsbro · København H · Vesterport · Nørreport · Østerport · Nordhavn · Svanemøllen · Hellerup · Charlottenlund · Ordrup · Klampenborg
Køge · Ølby · Køge Nord · Jersie · Solrød Strand · Karlslunde · Greve · Hundige · Ishøj · Ny Ellebjerg · Sjælør · Sydhavn · Dybbølsbro · København H · Vesterport · Nørreport · Østerport · Nordhavn · Svanemøllen · Hellerup · Bernstorffsvej · Gentofte · Jægersborg · Lyngby · Sorgenfri · Virum · Holte
Hellerup · Ryparken · Bispebjerg · Nørrebro · Fuglebakken · Grøndal · Flintholm · KB Hallen · Ålholm · Danshøj · Vigerslev Allé · Ny Ellebjerg
0,0: Københavns Hovedbanegård ·
Vesterport ·
1,5: Nørreport ·
3,1: Østerport ·
Nordhavn ·
Svanemøllen ·
7,8: Hellerup ·
10,3: Charlottenlund ·
Ordrup ·	
13,3: Klampenborg · 
16,2: Springforbi · 	
18,8: Skodsborg ·
22,1: Vedbæk ·
26,1: Rungsted Kyst ·
29,1: Kokkedal ·
32,5: Nivå ·
36,3: Humlebæk ·
40,0: Espergærde ·
42,7: Snekkersten ·
46,2: Helsingør